# Peter Lundén
För rockmusikern, se Peter Lundén (musiker).
Peter Lundén, född 18 mars 1849 i Stora Lundby församling, Älvsborgs län, död 24 februari 1906 i Göteborg, var en svensk präst, politiker, tonsättare och sångförfattare.

## Biografi

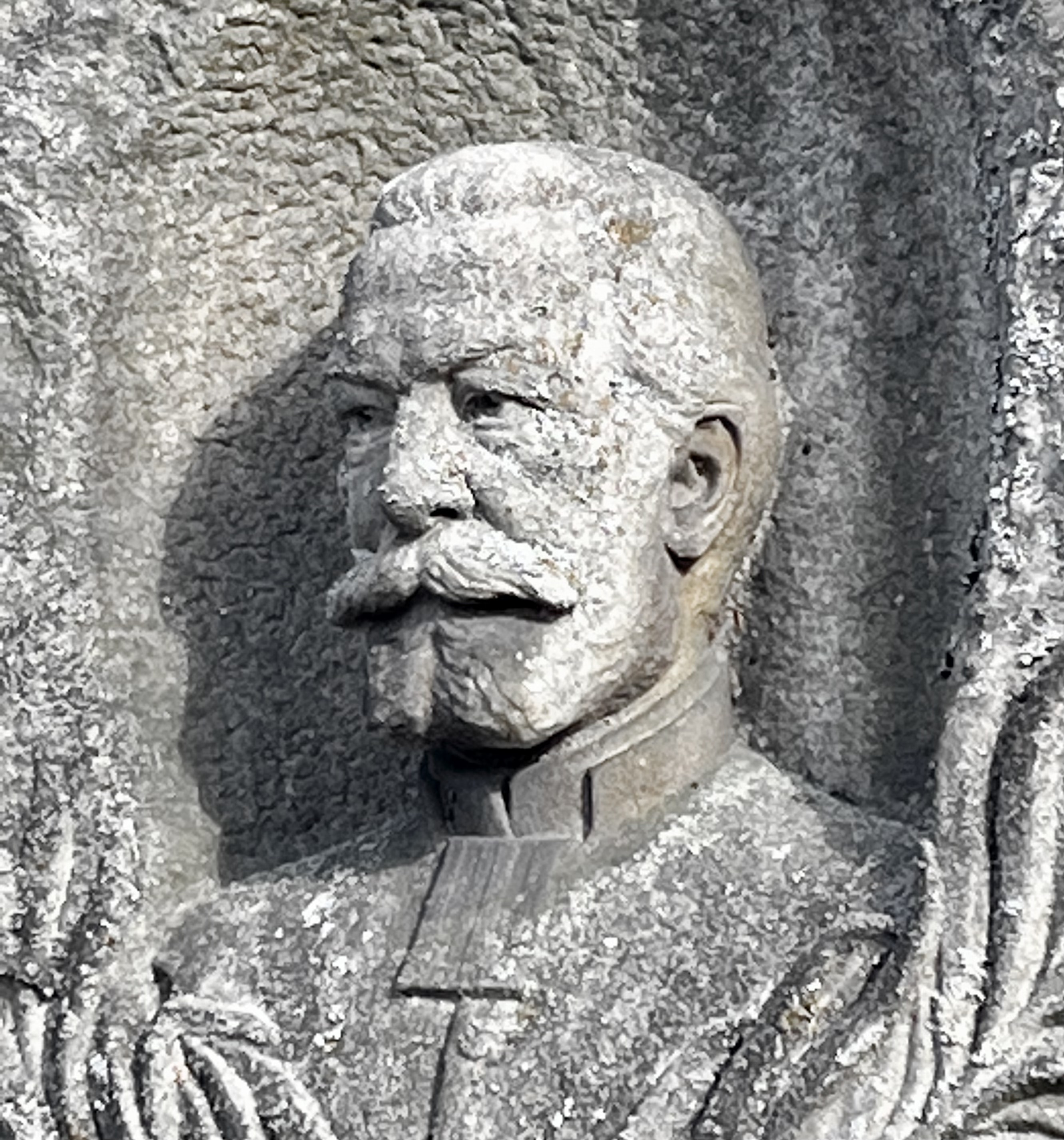
Porträttrelief av Peter Lundén från familjens gravsten.

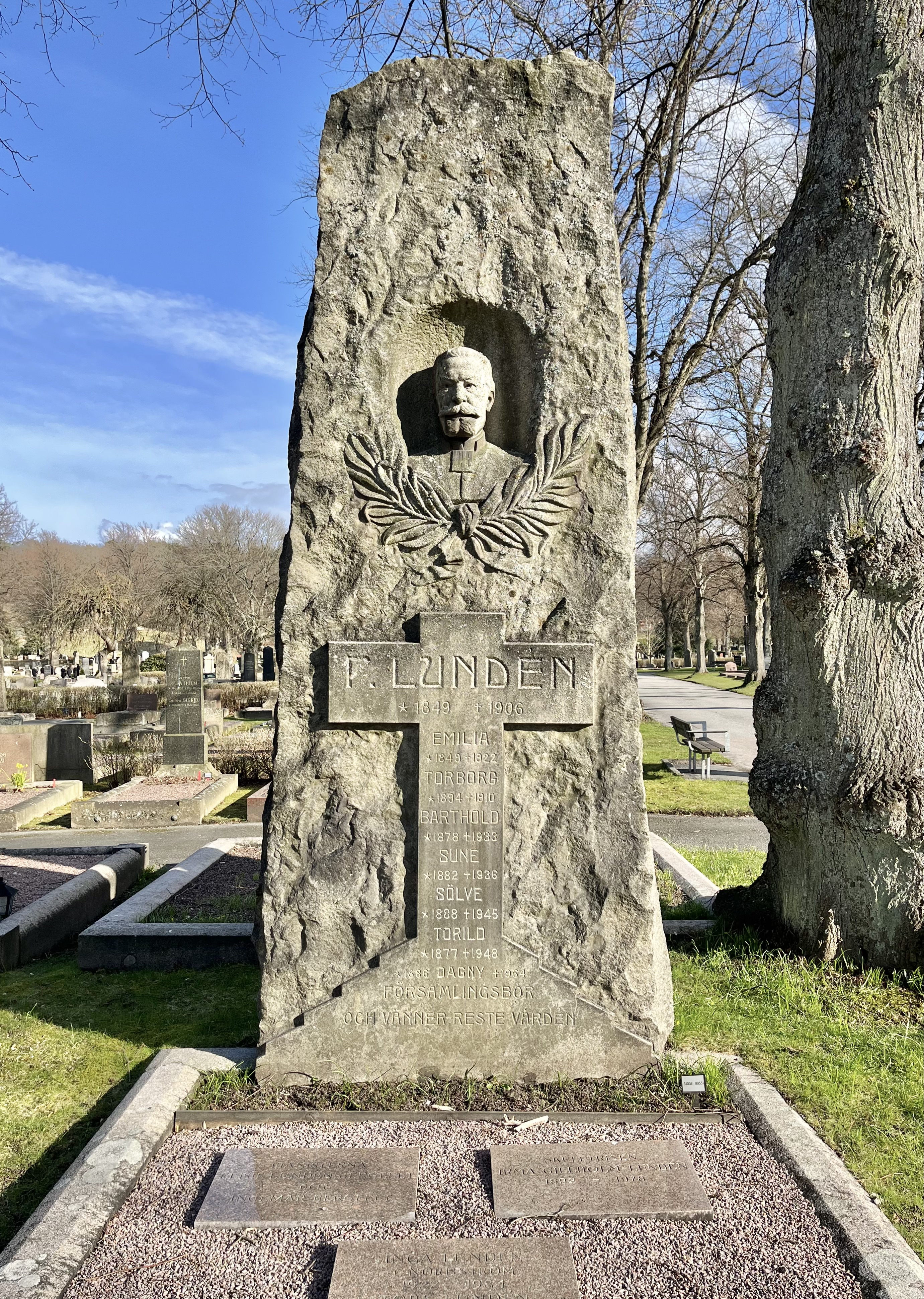
Peter Lundéns familjegrav på Västra kyrkogården i Göteborg.

Peter Lundén var son till hemmansägaren Hans Persson på gården Kullen i byn Olstorp i Stora Lundby socken. Han blev komminister 1883 i Masthuggsförsamlingen i Göteborg och kyrkoherde i Karl Johans församling 1887 men tillträdde 1889. År 1886 grundade han tillsammans med sin bror Olaus Lundén Lundénska privatskolan, som låg i en lägenhet på Norra Allégatan 1, vid Pustervik. Detta var Göteborgs första egentliga samskola, det vill säga en skola för både flickor och pojkar. Peter Lundén var med och drev skolan fram till 1896, då den helt togs över av brodern. 
Peter Lundén var engagerad i den lågkyrkliga väckelsen och i nykterhetsrörelsen samt medverkade vid Blåbandsrörelsens första möte i Sverige. Han var även medarbetare i Göteborgs weckoblad, som blivit språkrör för en radikal nyevangelism. Som nykterhetsvännernas kandidat blev han vid ett fyllnadsval 1890 invald som riksdagsman i andra kammaren, där han gjorde sig känd som reformvänlig. På grund av motstånd från Schartauanerna blev han inte återvald hösten 1893, vilket han var ensam om i Göteborgs stads valkrets för Andra kammarens center. Lundén var med att grunda KFUM i Göteborg och var dess ordförande i många år samt även ordförande för Göteborgs nykterhetsorganisationers centralkommitté. Han publicerade flera nykterhetsbroschyrer och författade ett par i väckelsekretsar populära psalmer.
Peter Lundén var gift med Emilia Kullgren (1849–1922) och tillsammans hade de sönerna tidningsmannen Barthold Lundén, orgelbyggaren Eskil Lundén, läkaren Gylfe Lundén (1885–1952) i Ängelholm, gift med konstnären Greta Lundén, direktören Sölve Lundén (1888–1945) i Göteborg, gift med skulptören Irma Gillholm-Lundén, ingenjören Sune Lundén (1882–1936) i Göteborg, vilken var  far till kompositören Lennart Lundén, och slutligen pianisten Herbert Lundén-Welden (1880–1959) som var försäljningschef för AB Förenade piano- och orgelfabriker i Göteborg och gift med hovsångerskan Signe Rappe-Welden samt blev far till kapellmästaren Gunnar Lundén-Welden. Peter Lundén var vidare farbror till Kaleb Lundén.
Peter Lunden är begravd på Västra kyrkogården i Göteborg.

## Psamler
- "Dit upp ovan skyn vill jag fara"
- "Gud är trofast, vare det din borgen", (text och musik).
- "O, jag vet ett land, där Herren Gud" Finns på Wikisource.
- "Stilla, ljuvlig, underbar"
- "Till hemmet där ovan sig sträcker min själ"